# Australoconops pseudocellifer
Australoconops pseudocellifer är en tvåvingeart som först beskrevs av Krober 1939.  Australoconops pseudocellifer ingår i släktet Australoconops och familjen stekelflugor. Inga underarter finns listade i Catalogue of Life.